# 李子春 (光緒進士)
李子春，江西省南昌府武寧縣人，清朝政治人物、同進士出身。

## 生平
光緒十二年（1886年），参加光緒丙戌科殿試，登進士三甲110名。同年五月，著交吏部掣签，分发各省以知县即用。